# The Poughkeepsie Tapes
The Poughkeepsie Tapes es un falso documental estadounidense de 2007 escrito y dirigido por John Erick Dowdle. Está centrado en los homicidios de un asesino serial en Poughkeepsie, Nueva York, contados a partir de entrevistas y vídeos grabados por el propio asesino. Fue estrenado en el Festival de Cine de Tribeca de 2007 pero su estreno en salas de cine fue cancelado en 2008.

## Sinopsis
Cuando la policía hace una redada en una casa de Poughkeepsie, Nueva York, descubre más de 800 cintas de vídeo grabadas por el asesino en serie Edward Carver (Ben Messmer), que presentan un registro visual de sus asesinatos, filmados en su totalidad desde el momento del secuestro hasta la mutilación post mortem de la víctima. A pesar del volumen de pruebas, Carver se cuida de no aparecer en la película a menos que esté totalmente disfrazado, lo que lleva a la policía y a las fuerzas del orden a iniciar una investigación sobre su paradero y el de sus víctimas.

## Reparto
- Stacy Chbosky es Cheryl Dempsey
- Ben Messmer es Edward Carver
- Ivar Brogger es Leonard Schway
- Lou George es Felton Lewis
- Michael Lawson es Simon Alray
- Samantha Robson es Samantha Baker
- Ron Harper es Mike Moakes
- Kim Kenny es Pam Frears
- Iris Bahr es Aretha Creely
- Lisa Black es Victoria Dempsey
- Bill Bookston es James Foley
- Jules Bruff es Joanne Blackwell
- Todd Cahoon es Ted Bundy
- Meredith Cross es Jeannette Anderson
- Henry Dittman es Frank Anderson
- Dennis Garber es Joseph Danvers
- Chip Godwin es Hank Foley
- David Haack es Tim Surrey
- Keisuke Hoashi es Dai Loung